# Triple Aliança (1882)

Aliances militars europees el 1914 abans de la Primera Guerra Mundial. Els aliats de la Triple Entesa en verd i les Potències Centrals de la Triple Aliança en marró.

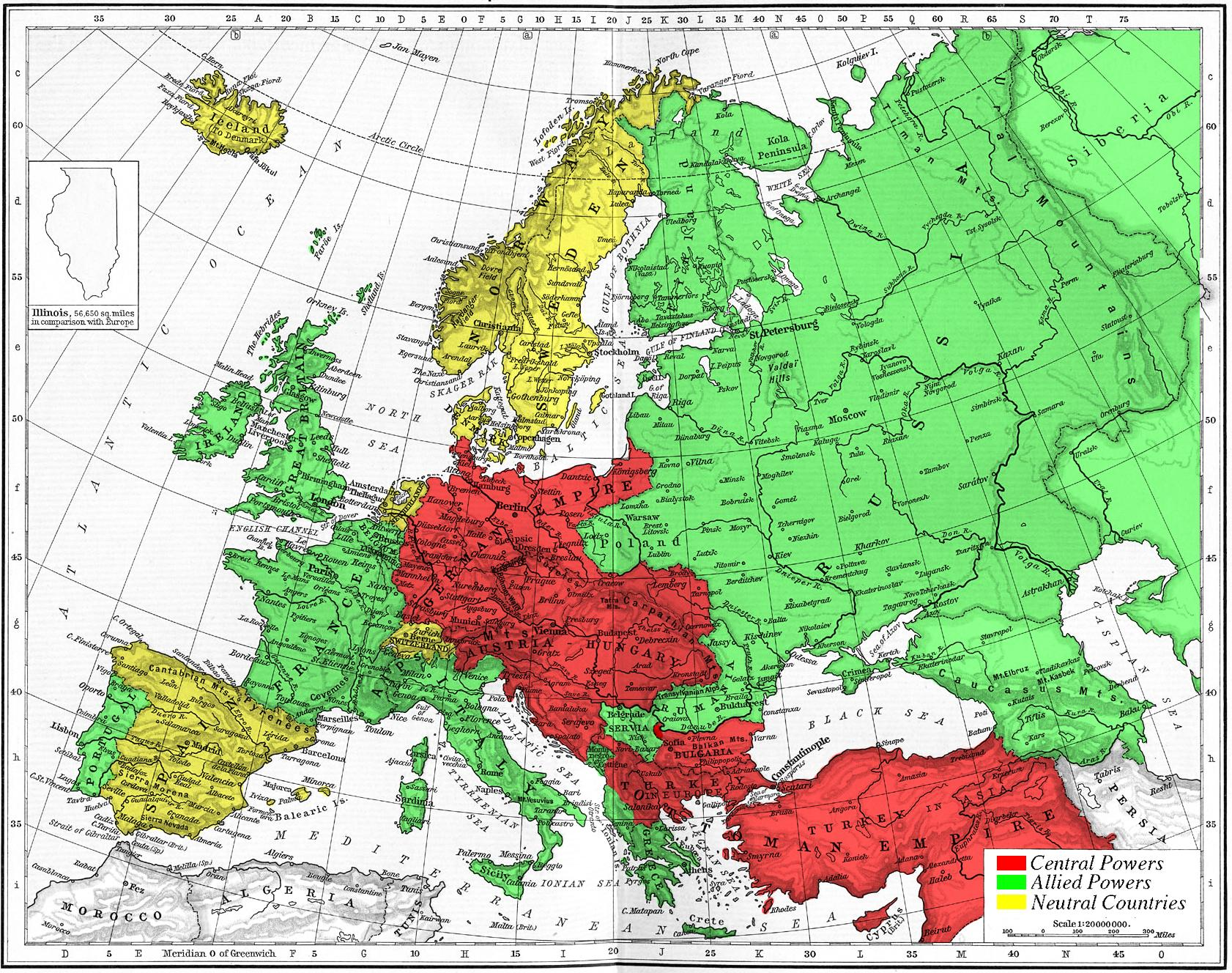
Aliances militars europees l'any 1915. Els aliats de la Triple Entesa en verd i les Potències Centrals de la Triple Aliança en vermell.

La Triple Aliança fou una coalició inicialment integrada per l'imperi Alemany i l'imperi Austrohongarès per iniciativa d'Otto von Bismarck per evitar un conflicte entre l'imperi Rus i l'imperi Austrohongarès.
Quan Rússia es va unir amb Anglaterra i França per a formar la Triple Entesa, Alemanya i Àustria-Hongria buscaren Itàlia per unir-s'hi, raó per la qual els integrants d'aquesta coalició passaren a ser coneguts com «els imperis centrals», en al·lusió a la seua situació geopolítica en Europa. Després d'optar inicialment per Àustria-Hongria, i davant la impossibilitat de mantenir al mateix temps una aliança amb Viena i Sant Petersburg, enfrontades en els Balcans, Bismarck trobà en Itàlia l'aliat ideal contra França.

## Itàlia, el recanvi
D'una banda, Bismarck considerava el seu principal objectiu diplomàtic mantenir l'aïllament de França, d'altra banda, Itàlia pensava que la seua adhesió a l'aliança i la seua associació a Alemanya eren el millor camí per a accedir al rang de gran potència. Itàlia estava descontenta per l'actitud francesa davant les seues aspiracions colonials a Tunis.
Els tres països van acordar ajudar-se mútuament en cas de ser atacats per França o per Rússia. El tractat fou reafirmat en diverses ocasions fins a 1913, tot i que la posició d'Itàlia, com es va veure al començar la Primera Guerra Mundial, era cada vegada més incòmoda. Finalment Itàlia va decidir combatre de part dels aliats i declarà la guerra a les potències centrals l'any 1915, trencant així la Triple Aliança i passant a formar part de la Triple Entesa pel Tractat de Londres
A Itàlia se li varen prometre diversos territoris mitjançant el tractat de Londres, que no foren atorgats posteriorment en la conferència de París generant un descontent nacionalista, mentre que l'Imperi Otomà es va unir als imperis centrals el 1914.

## Fi de la triple Aliança
La Primera Guerra mundial va acabar amb la derrota de la Triple Aliança, que es va dissoldre per sempre i les potències centrals varen ser sotmeses a sancions demolidores, mentre que Itàlia no fou intervinguda malgrat haver tingut una antiga aliança amb les altres dues.